# Noglikskij rajon
Il Noglikskij rajon (in russo Городской округ Ногликский?) è un rajon dell'Oblast' di Sachalin, nell'Estremo oriente russo. Istituito nel 1930, ha come capoluogo Nogliki, ricopre una superficie di 11.294,8 km2 ed ospitava nel 2010 una popolazione di circa 13.000 abitanti.